# کولفونتن
شهر کولفونتن (به فرانسوی: Colfontaine) در شهرستان من  در استان انو  در منطقه فدرال والوون در کشور بلژیک واقع شده‌است.